# Self Pro Krav
Self Pro Krav (SPK) er en selvforsvarsdisciplin, udviklet af den franske politikommisær Jacques Levinet.
Self Pro Krav er en sammentrækning af Self defence (Selvforsvar) Professionel (Professionel) Krav (Hebraisk for kampånd).
Teknikkerne i SPK fokuserer primært på at desarmere og pacificere modstanderen/modstanderne. 
Self Pro Krav er et ikke-aggressivt og ikke-voldeligt selvforsvarssystem, men på trods af dette er træningen meget realistisk. 

## Nøglepunkter
Self Pro Krav har fem nøglepunkter:
1. Overlevelsesinstinkt
2. Optrænede reflekser
3. Operationelle teknikker
4. Legitimt forsvar
5. Evolution

## Ekstern henvisning
- SPKs danske hjemmeside Arkiveret 10. maj 2013 hos  Wayback Machine

|  | Denne artikel om et emne der relaterer til en personudførbar aktivitet kan blive bedre, hvis der indsættes et (bedre) billede. Du kan hjælpe ved at afsøge Wikimedia Commons for et passende billede eller lægge et op på Wikimedia Commons med en af de tilladte licenser og indsætte det i artiklen. |